# Корачи, Фрэнк
Фрэнк Корачи (англ. Frank Coraci; род. 3 февраля 1966, Нью-Йорк, США) — американский кинорежиссёр, наиболее известен работами с Адамом Сэндлером.

## Биография
Фрэнк Корачи родился в городе Нью-Йорк в 1966 году. Окончил школу искусств при Нью-Йоркском университете в 1988 году.
Спустя некоторое время Фрэнк Корачи стал режиссёром трёх фильмов с Адамом Сэндлером («Певец на свадьбе», «Маменькин сыночек» и «Клик: С пультом по жизни»).
Также в 2004 году Корачи снимает фильм «Вокруг света за 80 дней» с Джеки Чаном в главной роли, но фильм оказался провальным. В США картина собрала всего 24 миллиона долларов, имея бюджет в 110 миллионов долларов.
В 2011 году Фрэнк Корачи выпустил романтическую комедию «Мой парень из зоопарка» с Кевином Джеймсом и Розарио Доусон в главных ролях. В 2016 году на Netflix был выпущен комедийный вестерн «Нелепая шестёрка» с Адамом Сэндлером в главной роли.

## Фильмография
| Год       |    | Русское название           | Оригинальное название       | Роль                       |
| --------- | -- | -------------------------- | --------------------------- | -------------------------- |
| 1995      | ф  |                            | Murdered Innocence          | режиссёр, сценарист, актёр |
| 1998      | ф  | «Певец на свадьбе»         | The Wedding Singer          | режиссёр                   |
| 1998      | ф  | «Маменькин сыночек»        | The Waterboy                | режиссёр, актёр            |
| 2004      | ф  | «Вокруг света за 80 дней»  | Around the World in 80 Days | режиссёр, актёр            |
| 2006      | ф  | «Клик: С пультом по жизни» | Click                       | режиссёр, актёр            |
| 2011      | ф  | «Мой парень из зоопарка»   | The Zookeeper               | режиссёр                   |
| 2012      | ф  | «Толстяк на ринге»         | Here Comes the Boom         | режиссёр, актёр            |
| 2014      | ф  | «Смешанные»                | Blended                     | режиссёр                   |
| 2015      | тф | «Нелепая шестёрка»         | The Ridiculous 6            | режиссёр                   |
| 2016—2017 | с  | «Грейвс»                   | Graves                      | режиссёр (1 эпизод)        |
| 2018      | ф  | «Пустые слова»             | Hot Air                     | режиссёр, продюсер         |